# Cratichneumon yakutatensis
Cratichneumon yakutatensis är en stekelart som beskrevs av William Harris Ashmead 1902. Cratichneumon yakutatensis ingår i släktet Cratichneumon och familjen brokparasitsteklar. Inga underarter finns listade i Catalogue of Life.